# Luciano Pereyra
Luciano Ariel Pereyra (Luján, 21 de setembro de 1981) é um cantor romântico argentino.

## Biografia
Seu primeiro contato com a música foi quando ele tinha 3 anos de idade, seus pais ao ver suas virtudes, deram-lhe um violão no Natal. No ano seguinte, participou de um programa de televisão do antigo ATC, agora Canal 7 Argentina. Aos 9, participou em Festilindo, um programa-concurso orientado para a concorrência de crianças. Quando tinha 10 anos, cantou no programa de Xuxa o tema de León Gieco Sólo le pido a Dios (Só lhe peço a Deus), que dez anos mais tarde (2000) o tornaria famoso ao cantar-o enfrente ao Papa João Paulo II, no Vaticano, representando a América Latina em Jubileu da Juventude.

## Música

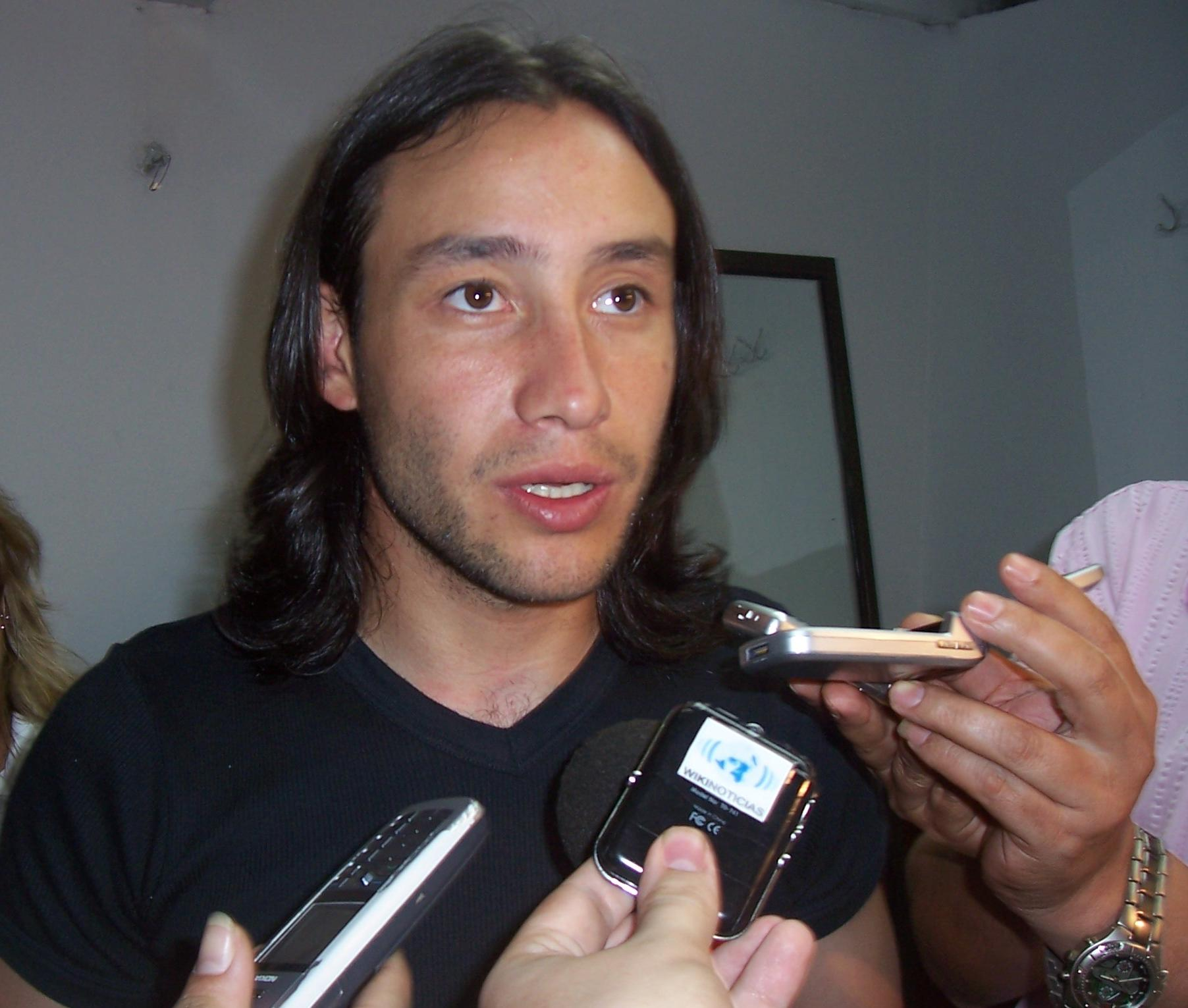
O cantor cercado por repórteres na cidade de Obera, Argentina

Luciano gravou o seu primeiro álbum em 1998 chamado Amaneciendo, 13 temas onde mistura sons do samba, carnavalito, valses, chacareras e baladas. Seu primeiro hit foi chamado Soy un inconciente (Sou um inconsciente), no qual Luciano vendeu 260 000 placas sendo um credor da quádrupla platina. Em 1999 decidiu-se a conquistar a capital argentina fazendo uma presentação no Teatro Ópera.
Em Março de 2000, publicou seu segundo álbum: Recordándote (Lembrando a você), incluindo a canção Solo le pido a Dios (Só lhe pido a Deus) com canções de sua autoria. O álbum permaneceu por três semanas consecutivas no topo do ranking nacional. Em 2001 foi escolhido para cantar o Hino nacional da Argentina durante o jogo homenagem de despedida a Diego Maradona.
Fez concertos com artistas como Rodrigo Bueno, Soledad Pastorutti e Alejandro Lerner. Em Junho de 2002, lançou o seu terceiro CD intitulado Soy tuyo (Eu sou teu), para o bolero e tango. Ele visitou a América do Sul e se apresentou no Teatro Gran Rex.
Em 2003 participa no filme Tus ojos brillaban (Seus olhos brilhavam). Um ano mais tarde, trabalha na comédia pensionista. Em 22 de junho do mesmo ano publicou Luciano, com canções escritas por ele próprio, como uma desculpa. Este disco foi direcionado para o género pop.
Em novembro de 2006 lançou Dispuesto a amarte (Disposto a amar-te), o quinto álbum de sua carreira, com o tema Porque aún te amo (Porque ainda te amo) como primeiro single. Este álbum, por sua vez, deu a entender que o cantor havia mudado aos poucos seu gênero musical, se tornando um cantor de pop latino.
Em 2016, foi indicado ao Grammy Latino de Melhor Álbum Vocal Pop Contemporâneo.

## Discografía
- Amaneciendo (1998)
- Recordándote (2000)
- Soy Tuyo (2002)
- Serie De Oro (2004)
- Luciano (2004)
- Dispuesto A Amarte (2006)
- Festejando 10 Años Junto A Vos (2009)
- Volverte A Ver (2010)
- Con Alma De Pueblo (2012)
- Tu Mano (2015)
- La Vida Al Viento (2017)

## Prêmios
- Consagração no Festival Nacional de Dressage e Folclore Jesus Maria (1999).
- Revelação Festival Baradero (1999).
- Consagração Festival do Cosquín (2000).